# Chirixalus nongkhorensis
Chirixalus nongkhorensis é uma espécie de anfíbio da família Rhacophoridae.
Pode ser encontrada nos seguintes países: Camboja, Laos, Myanmar, Tailândia, Vietname e possivelmente em China.
Os seus habitats naturais são: florestas subtropicais ou tropicais húmidas de baixa altitude, regiões subtropicais ou tropicais húmidas de alta altitude, matagal húmido tropical ou subtropical, marismas intermitentes de água doce e florestas secundárias altamente degradadas.
Está ameaçada por perda de habitat.